# Gerrit Schulte
Gerrit Schulte (Amsterdam, 7 de gener de 1916 - Den Bosch, 26 de febrer de 1992) va ser un ciclista neerlandès que fou professional entre 1937 i 1960.
Schulte va destacar, sobretot, en l'especialitat de persecució de ciclisme en pista, en què guanyà 10 vegades el Campionat nacional, dues vegades l'europeu i una el del món (1948).
En carretera també obtingué notables èxits, entre ells quatre campionats nacionals i una etapa al Tour de França de 1938, així com una tercera posició al Campionat del món de 1956 a Ballerup.
Tots els anys, el Trofeu Gerrit Schulte és atorgat per la federació neerlandesa al millor ciclista professional dels Països Baixos.

## Palmarès en carretera
- 1937
  - 1r a la Ronde van Gendringen
  - 1r a Dussen
  - 1r a Hoogerheide
- 1938
  - 1r al Critèrium d'Anvers
  - Vencedor d'una etapa al Tour de França
- 1939
  - 1r a Acht van Chaam
  - Vencedor de 2 etapes a la Volta a Alemanya
- 1944
  -  Campió dels Països Baixos en ruta
  - 1r a la Ronda de Gouda
- 1947
  - 1r a la Volta a les 6 províncies i vencedor de 2 etapes
  - 1r al Gran Premi Stad Sint-Niklaas
- 1948
  -  Campió dels Països Baixos en ruta
- 1949
  - 1r a la Volta als Països Baixos i vencedor de 2 etapes
- 1950
  -  Campió dels Països Baixos en ruta
  - 1r als Boucles de la Gartempe
- 1951
  - Vencedor de 2 etapes a la Volta als Països Baixos
- 1952
  - 1r a Sas van Gent
- 1953
  -  Campió dels Països Baixos en ruta
- 1954
  - Vencedor d'una etapa a la Volta als Països Baixos
- 1955
  - Vencedor d'una etapa a la Volta als Països Baixos
- 1956
  - Vencedor d'una etapa a la Volta als Països Baixos

### Resultats al Tour de França
- 1938. Abandona (8a etapa). Vencedor d'una etapa

## Palmarès en pista
- 1940
  -  Campió dels Països Baixos de persecució
  - 1r als Sis dies d'Anvers (amb Gerrit Boeyen)
- 1941
  -  Campió dels Països Baixos de persecució
- 1942
  -  Campió dels Països Baixos de persecució
- 1943
  -  Campió dels Països Baixos de persecució
- 1944
  -  Campió dels Països Baixos de persecució
- 1945
  -  Campió dels Països Baixos de persecució
- 1946
  - 1r als Sis dies de París (amb Gerrit Boeyen)
- 1947
  -  Campió dels Països Baixos de persecució
  - 1r als Sis dies de Gant (amb Gerrit Boeyen)
  - 1r als Sis dies de Brussel·les (amb Gerrit Boeyen)
- 1948
  -  Campió del Món de persecució
  -  Campió dels Països Baixos de persecució
- 1949
  - Campió d'Europa de Madison (amb Gerrit Boeyen)
  - 1r als Sis dies de Gant (amb Gerrit Boeyen)
  - 1r als Sis dies d'Anvers (amb Gerrit Boeyen)
- 1950
  - Campió d'Europa de Madison (amb Gerard Peters)
  -  Campió dels Països Baixos de persecució
  - 1r als Sis dies de Gant (amb Gerard Peters)
  - 1r als Sis dies de París (amb Gerard Peters)
- 1951
  -  Campió dels Països Baixos de persecució
- 1953
  - 1r als Sis dies de París (amb Gerard Peters)
- 1954
  - 1r als Sis dies de Berlín (amb Gerard Peters)
  - 1r als Sis dies d'Anvers (amb Gerard Peters)
- 1955
  - 1r als Sis dies de Münster (amb Gerard Peters)
- 1956
  - 1r als Sis dies de Zuric (amb Kay Werner Nielsen)
  - 1r als Sis dies de Copenhaguen (amb Lucien Gillen)
- 1957
  - 1r als Sis dies de Zuric (amb Armin von Büren)
- 1958
  - 1r als Sis dies de Berlín (amb Klaus Bugdahl)
- 1959
  - 1r als Sis dies d'Anvers (amb Klaus Bugdahl i Peter Post)
  - 1r als Sis dies de Brussel·les (amb Peter Post)
- 1960
  - 1r als Sis dies d'Anvers (amb Jan Plantaz i Peter Post)